# Адренокортикотропний гормон
Адренокортикотропний гормон (кортикотропін, АКТГ) — гормон, який синтезується у передній частці гіпофіза стимулює секрецію кортикостероїдів кірковою речовиною надниркової залози. АКТГ — антагоніст соматотропіну та активно синтезується при стресі.

## Структура
АКТГ складають 39 амінокислот. При розщепленні АКТГ утворюється альфа-меланоцит-стимулюючий гормон.

## Синтез
АКТГ синтезується з протеїна-попередника проопіомеланокортину.